# Retrograde (álbum)
Retrograde es el tercer álbum de estudio de la banda estadounidense de metalcore Crown the Empire. Fue lanzado el 22 de julio de 2016 a través de Rise Records y fue producido por Drew Fulk. El álbum debutó en el puesto 15 en el Billboard 200. Este es el primer álbum que la banda lanzó sin el guitarrista principal Benn Suede, así como el último álbum antes de que el co-vocalista principal Dave Escamilla dejara la banda en enero de 2017.

## Lista de canciones
| N.º | Título                    | Duración |  |
| 1.  | «SK-68»                   | 1:40     |  |
| 2.  | «Are You Coming with Me?» | 3:49     |  |
| 3.  | «Zero»                    | 3:02     |  |
| 4.  | «Aftermath»               | 3:50     |  |
| 5.  | «Hologram»                | 3:45     |  |
| 6.  | «The Fear Is Real»        | 3:24     |  |
| 7.  | «Lucky Us»                | 3:43     |  |
| 8.  | «Weight of the World»     | 3:27     |  |
| 9.  | «Signs of Life»           | 3:54     |  |
| 10. | «Oxygen»                  | 4:09     |  |
| 11. | «Kaleidoscope»            | 3:28     |  |

| Bonus tracks |            |          |  |
| N.º          | Título     | Duración |  |
| 12.          | «For Days» | 5:02     |  |
| 13.          | «Mercury»  | 4:17     |  |

## Posicionamiento en lista
| Lista (2016)                          | Posición |
| ------------------------------------- | -------- |
| Australia (ARIA)                      | 53       |
| Estados Unidos (Billboard 200)        | 15       |
| Estados Unidos (Top Hard Rock Albums) | 1        |
| Estados Unidos (Independent Albums)   | 1        |
| Estados Unidos (Top Rock Albums)      | 1        |
| Reino Unido (UK Rock & Metal Albums)  | 12       |

## Personal
Crown the Empire
- Andrew "Andy Leo" Rockhold - voz principal, teclados, programación
- Dave Escamilla - co-voz principal, guitarra rítmica
- Brandon Hoover – guitarra rítmica, coros
- Hayden Tree - bajo, coros
- Brent Taddie - batería, percusión